# Andrés Lewin-Richter
 (décembre 2016).
Andrés Lewin-Richter (né le 22 mars 1937 à Miranda de Ebro) est un docteur en ingénierie industrielle et un compositeur espagnol.